# Яновски окръг
Яновски окръг (на полски: Powiat janowski) е окръг в Източна Полша, Люблинско войводство. Заема площ от 875,28 км2. Административен център е град Янов Любелски.

## География
Окръгът се намира в историческия регион Малополша. Разположен е в югозападната част на войводството.

## Население
Населението на окръга възлиза на 47 713 души (2012 г.). Гъстотата е 55 души/км2.

## Административно деление
Административно окръгът е разделен на 7 общини.
Градско-селска община:
- Община Янов Любелски

Селски общини:
- Община Батож
- Община Велки Поток
- Община Годжишов
- Община Дзволя
- Община Модлибожице
- Община Хшанов

## Фотогалерия
- Янов Любелски
- Дзволя